# Ballast Key

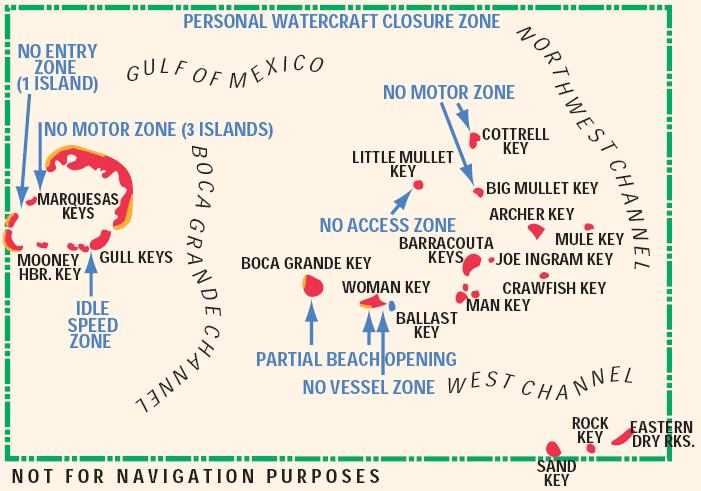
Karte des Key West National Wildlife Refuge

Ballast Key ist eine Insel der Florida Keys in der Floridastraße bzw. dem Golf von Mexiko vor der Küste Floridas. Sie ist die südlichste Insel der Gruppe und bildet somit den südlichsten Landpunkt der kontinentalen Vereinigten Staaten.

## Geografie
Die Insel befindet sich 15 km westsüdwestlich von Key West, der nächsten bewohnten Insel. Sie ist etwa 500 m lang, 160 m breit und hat eine Fläche von 11 Hektar. In Norden befindet sich ein 160 m langer, nach Osten ragender Anlegersteg. Im Südosten liegt eine vom Meer abgetrennte Lagune mit etwa 80 m Durchmesser. An der Südspitze, gerade einmal zehn Meter vom südlichsten Land der Contiguous United States, steht das Haupthaus der Insel, direkt nördlich das Gasthaus. Außerdem gibt es einen Workshop an der Lagune sowie vier kleinere Pavillons, alle Gebäude sind über Wege verbunden.
Ballast Key gehört zu den Mule Keys, direkt 200 m östlich liegt die deutlich größere Insel Woman Key. Die nächste Insel im Osten ist Man Key in 3,5 km Entfernung. Südlöstich liegen die drei submarinen Riffe Eastern Dry Rocks, Rock Key und Sand Key mit dem gleichnamigen Leuchtturm. Ballast Key ist Teil des Monroe County.

## Ökologie
Auf der Insel wachsen Palmen, im Nordosten befindet sich ein Mangrovengebiet. Außerdem gibt es Dünen. Auf Ballast Key sind weiße Kanadareiher, Weißkopftauben, Watvögel, Zugvögel wie Gelbfuß-Regenpfeifer, Raubvögel und Küstenvögel zu beobachten. In den umliegenden Gewässern gibt es Grüne Meeresschildkröten, Echte Karettschildkröten und Unechte Karettschildkröten; im flachen Wasser um die Insel befindet sich ein Korallenriff.

## Geschichte
Seinen Namen hat Ballast Key von einer 1630 in diesen Gewässern gesunkenen spanischen Galeere, dessen Wrackteile und Eisenballast am Strand der Insel verteilt lagen. Auf der Blunt-Karte von 1846 werden Ballast Key und Woman Key zusammen als Double Kay bezeichnet.
Im Zweiten Weltkrieg wurde die Insel von der US Navy als Ziel für Bombenübungen verwendet. 1974 wurde Ballast Key für 160.000 US-Dollar vom Key Wester Bauunternehmer David W. Wolkowsky (1919–2018, genannt „Mr. Key West“) gekauft, der zunächst regelmäßig mit Freunden zum Picknick auf die Insel kam. Er ließ einen Großteil der die gesamte Insel bedeckenden Mangroven entfernen, Palmen und andere Vegetation anpflanzen sowie Statuen und Amphorae aufstellen. 1978 ließ er ein 363 m² großes Luxushaus mit vier Schlafzimmern und Mastersuite sowie ein Gasthaus mit drei Schlafzimmern bauen. Das aus Holz gebaute Haus an der Südspitze der Insel steht auf Pfählen, hat drei Stockwerke, Fenster mit Rundumblick und ein Metalldach. Es ist vom North West Passage Lighthouse, einem 1971 abgebrannten Leuchtturm am Golf von Mexiko, inspiriert.
Hierher lud er oft berühmte Schriftsteller und andere Persönlichkeiten ein; unter anderem Truman Capote, Edward Heath, die Bee Gees, Leonard Bernstein, Gloria Estefan, Nancy Sinatra, Tony Richardson, Judy Blume, Jimmy Buffett, John Hersey, Richard Wilbur, Michael von Griechenland und verschiedene Mitglieder der Familien Rockefeller und Vanderbilt neben vielen weiteren gastierten auf Ballast Key. Tennessee Williams malte hier in den später 1970ern und frühen 80ern viele Gemälde. 2018 stimmte Monroe County dafür, Ballast Key fünf Jahre nach Wolkowskys Tod offiziell in David Wolkowsky Key umzubenennen. Die Insel hat einen palmengesäumten Strand. Strom wird durch Solarkraft, Wasser durch Regenwasserspeicherung und Entsalzung gewonnen. Lokal wird Ballast Key auch „David’s Island“ oder „Wolkow’s Key“ genannt.
Nachdem er die Immobilien zwischenzeitlich für 15,8 Millionen US-Dollar zum Verkauf angeboten hatte, spendete Wolkowsky die Insel 2018 nach jahrzehntelangen Verhandlungen in einer zweiteiligen Transaktion an The Nature Conservancy, die den Besitz an den United States Fish and Wildlife Service übertrug. Beide verwalten die Insel gemeinsam, um Natur und wichtigen Lebensraum für Vögel, Schildkröten, Schmetterlinge und Fische zu erhalten. Ballast Key solle nur noch zu Forschungszwecken verwendet, das Haus zu einer Forschungsstation umfunktioniert werden. Hauptsächlich soll zu Korallenriffen, Haien und Meeresschildkröten geforscht werden. Während der COVID-19-Pandemie konnte die Insel nicht für Forscher geöffnet werden. Nature Conservancy gab die Verwaltung nach zwei Jahren ab.
Innerhalb des Key West National Wildlife Refuge, das alle Inseln der Keys westlich von Key West umfasst, war Ballast Key die letzte verbliebene Privatinsel. Das 1908 von Theodore Roosevelt eingerichtete Schutzgebiet gehört zu den ältesten der Vereinigten Staaten und beinhaltet neben Ballast Key ebenfalls die Marquesas Keys und 13 weitere Keys. Ballast Key ist die einzige bebaute Insel in der 970 km² großen Schutzzone, die restlichen Inseln sind vom Kongress ausgewiesene Wildnis.
Im James-Bond-Film Lizenz zum Töten (1989) hat Ballast Key einen kurzen Auftritt. Auch die Schlussszene des Films Self/less – Der Fremde in mir (2015) wurde dort gedreht.